# Peter Lebrecht Schmidt
Peter Lebrecht Schmidt (* 28. Juli 1933 in Dessau; † 22. Oktober 2019 in Konstanz) war ein deutscher Altphilologe.

## Leben
Da er als Kind eines Pfarrers in der DDR wenig Aussicht auf ein Hochschulstudium hatte, wanderte Schmidt nach dem Abitur in die Bundesrepublik aus und begann an der Eberhard Karls Universität Tübingen sein Studium der Literaturwissenschaft. Besondere Anregung empfing er von seinem Lehrer Walter Jens. Aufgrund seiner wachsenden Neigung zur lateinischen Literatur wechselte er später nach Freiburg im Breisgau, wo er 1959 bei Karl Büchner mit einer Arbeit über Ciceros Schrift De legibus promoviert wurde. Anschließend arbeitete er als Wissenschaftlicher Assistent bei Manfred Fuhrmann, mit dem er 1962 zunächst an die Universität Kiel und 1966 nach Konstanz wechselte. An dieser neu gegründeten Universität, die damals noch im Aufbau begriffen war, habilitierte sich Schmidt 1969. 1973 wurde er in Konstanz zum C3-Professor für Latinistik ernannt. 1998 wurde er pensioniert, blieb aber in Forschung und Lehre aktiv.
Schmidt beschäftigte sich im Laufe der Jahre mit der gesamten antiken lateinischen Literatur, insbesondere mit Claudian und den spätantiken Geschichtsschreibern. Gemeinsam mit Reinhart Herzog besorgte er die Neubearbeitung der Römischen Literaturgeschichte für das Handbuch der Altertumswissenschaft, das von Martin Schanz begründet und von Carl Hosius erweitert worden war. Die Neubearbeitung wird entsprechend als Herzog-Schmidt bezeichnet.
Nach Schmidts Pensionierung gaben seine Schüler Joachim Fugmann, Martin Hose und Bernhard Zimmermann für ihn die Festschrift Traditio latinitatis: Studien zur Rezeption und Überlieferung der lateinischen Literatur heraus, die sein Lebenswerk würdigt und ein Verzeichnis seiner Schriften enthält.